# Motocross delle Nazioni

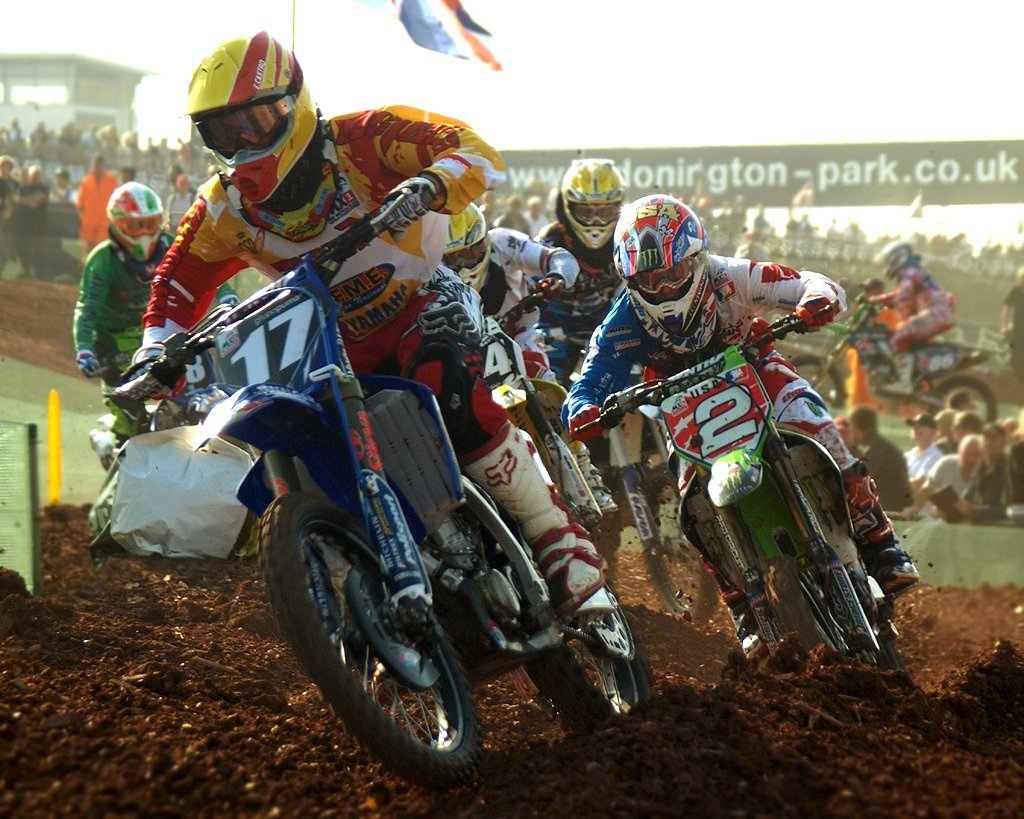
Motocross delle Nazioni 2008. In primo piano Campano e Villopoto.

Il Motocross delle Nazioni, conosciuto anche con i nomi "motocross des nations", "motocross of nations" o con l'acronimo "MXoN", è l'unico evento di squadra in uno sport individuale com'è il motocross.

## Descrizione
Il Motocross delle Nazioni, così come i suoi corrispondenti Trial delle Nazioni, Supermoto delle Nazioni e ISDE è l'evento che in pratica chiude le stagioni dei campionati di motocross, svolgendosi solitamente a settembre, quando i campionati di cross AMA e FIM si sono già conclusi.
All'evento partecipano 3 piloti per ogni nazione, il sabato si svolgono le qualifiche che determinano le 20 nazioni che hanno diritto a partecipare all'evento vero e proprio, ossia le 3 manche di domenica che determineranno poi la nazione vincitrice.

## Regolamento
Ogni nazione partecipa con 3 piloti, divisi per categoria (MX1, MX2 e Open) che corrono 2 gare ciascuno. Dal 2014 è stata inserita la categoria MXGP che ha sostituito la classe MX1. Ciascuna manche vede la partecipazione di 2 cilindrate (categorie) contemporaneamente, quindi ogni categoria incontrerà entrambe le altre, con un totale di 3 gare:
- Gara 1 MXGP + MX2
- Gara 2 MX2  + Open
- Gara 3 MXGP + Open

Al termine delle 3 gare per ottenere la graduatoria totale vengono sommati 5 dei 6 risultati (3 piloti per 2 gare ciascuno) dei piloti di ciascun team nazionale, il 6º risultato, ossia quello peggiore, viene eliminato.
Prima dell'introduzione dei motori a 4 tempi e la conseguente nascita delle categorie MX1, MX2 e Open, il Motocross delle Nazioni si correva con le stesse cilindrate del Campionato Mondiale: classe 125, classe 250 e classe 500.

## Albo d'oro
| Anno | Nazione vincente                     | Piloti                               | Moto                                 | Classe                               | Nazione ospitante                    | Località/circuito                      |
| ---- | ------------------------------------ | ------------------------------------ | ------------------------------------ | ------------------------------------ | ------------------------------------ | -------------------------------------- |
| 2024 | Australia                            | Hunter Lawrence                      | Honda                                | MXGP                                 | Regno Unito                          | Matterley Basin                        |
| 2024 | Australia                            | Kyle Webster                         | Honda                                | MX2                                  | Regno Unito                          | Matterley Basin                        |
| 2024 | Australia                            | Jett Lawrence                        | Honda                                | Open                                 | Regno Unito                          | Matterley Basin                        |
| 2023 | Francia                              | Romain Febvre                        | Kawasaki                             | MXGP                                 | Francia                              | Ernée                                  |
| 2023 | Francia                              | Tom Vialle                           | KTM                                  | MX2                                  | Francia                              | Ernée                                  |
| 2023 | Francia                              | Maxime Renaux                        | Yamaha                               | Open                                 | Francia                              | Ernée                                  |
| 2022 | Stati Uniti                          | Eli Tomac                            | Yamaha                               | MXGP                                 | Stati Uniti                          | RedBud                                 |
| 2022 | Stati Uniti                          | Justin Cooper                        | Yamaha                               | MX2                                  | Stati Uniti                          | RedBud                                 |
| 2022 | Stati Uniti                          | Chase Sexton                         | Honda                                | Open                                 | Stati Uniti                          | RedBud                                 |
| 2021 | Italia                               | Antonio Cairoli                      | KTM                                  | MXGP                                 | Italia                               | Mantova                                |
| 2021 | Italia                               | Mattia Guadagnini                    | KTM                                  | MX2                                  | Italia                               | Mantova                                |
| 2021 | Italia                               | Alessandro Lupino                    | KTM                                  | Open                                 | Italia                               | Mantova                                |
| 2020 | Non disputata (Pandemia di Covid-19) | Non disputata (Pandemia di Covid-19) | Non disputata (Pandemia di Covid-19) | Non disputata (Pandemia di Covid-19) | Non disputata (Pandemia di Covid-19) | Non disputata (Pandemia di Covid-19)   |
| 2019 | Paesi Bassi                          | Jeffrey Herlings                     | KTM                                  | MXGP                                 | Paesi Bassi                          | Assen                                  |
| 2019 | Paesi Bassi                          | Calvin Vlaanderen                    | Honda                                | MX2                                  | Paesi Bassi                          | Assen                                  |
| 2019 | Paesi Bassi                          | Glen Coldenhoff                      | KTM                                  | Open                                 | Paesi Bassi                          | Assen                                  |
| 2018 | Francia                              | Gautier Paulin                       | Husqvarna                            | MXGP                                 | Stati Uniti                          | Redbud                                 |
| 2018 | Francia                              | Dylan Ferrandis                      | Yamaha                               | MX2                                  | Stati Uniti                          | Redbud                                 |
| 2018 | Francia                              | Jordi Tixier                         | KTM                                  | Open                                 | Stati Uniti                          | Redbud                                 |
| 2017 | Francia                              | Gautier Paulin                       | Husqvarna                            | MXGP                                 | Regno Unito                          | Matterley Basin                        |
| 2017 | Francia                              | Christophe Charlier                  | Husqvarna                            | MX2                                  | Regno Unito                          | Matterley Basin                        |
| 2017 | Francia                              | Romain Febvre                        | Yamaha                               | Open                                 | Regno Unito                          | Matterley Basin                        |
| 2016 | Francia                              | Romain Febvre                        | Yamaha                               | MXGP                                 | Italia                               | Maggiora                               |
| 2016 | Francia                              | Benoit Paturel                       | Yamaha                               | MX2                                  | Italia                               | Maggiora                               |
| 2016 | Francia                              | Gautier Paulin                       | Honda                                | Open                                 | Italia                               | Maggiora                               |
| 2015 | Francia                              | Gautier Paulin                       | Honda                                | MXGP                                 | Francia                              | Ernée                                  |
| 2015 | Francia                              | Marvin Musquin                       | KTM                                  | MX2                                  | Francia                              | Ernée                                  |
| 2015 | Francia                              | Romain Febvre                        | Yamaha                               | Open                                 | Francia                              | Ernée                                  |
| 2014 | Francia                              | Gautier Paulin                       | Kawasaki                             | MXGP                                 | Lettonia                             | Ķegums                                 |
| 2014 | Francia                              | Dylan Ferrandis                      | Kawasaki                             | MX2                                  | Lettonia                             | Ķegums                                 |
| 2014 | Francia                              | Steven Frossard                      | Kawasaki                             | Open                                 | Lettonia                             | Ķegums                                 |
| 2013 | Belgio                               | Ken De Dycker                        | KTM                                  | MX1                                  | Germania                             | Teutschenthal                          |
| 2013 | Belgio                               | Jeremy Van Horebeek                  | Kawasaki                             | MX2                                  | Germania                             | Teutschenthal                          |
| 2013 | Belgio                               | Clement Desalle                      | Suzuki                               | Open                                 | Germania                             | Teutschenthal                          |
| 2012 | Germania                             | Maximilian Nagl                      | KTM                                  | MX1                                  | Belgio                               | Lommel                                 |
| 2012 | Germania                             | Ken Roczen                           | KTM                                  | MX2                                  | Belgio                               | Lommel                                 |
| 2012 | Germania                             | Marcus Schiffer                      | Suzuki                               | Open                                 | Belgio                               | Lommel                                 |
| 2011 | Stati Uniti                          | Ryan Dungey                          | Suzuki                               | MX1                                  | Francia                              | Saint-Jean d'Angély                    |
| 2011 | Stati Uniti                          | Blake Baggett                        | Kawasaki                             | MX2                                  | Francia                              | Saint-Jean d'Angély                    |
| 2011 | Stati Uniti                          | Ryan Villopoto                       | Kawasaki                             | Open                                 | Francia                              | Saint-Jean d'Angély                    |
| 2010 | Stati Uniti                          | Ryan Dungey                          | Suzuki                               | MX1                                  | USA                                  | Lakewood Thunder Valley Motocross Park |
| 2010 | Stati Uniti                          | Trey Canard                          | Honda                                | MX2                                  | USA                                  | Lakewood Thunder Valley Motocross Park |
| 2010 | Stati Uniti                          | Andrew Short                         | Honda                                | Open                                 | USA                                  | Lakewood Thunder Valley Motocross Park |
| 2009 | Stati Uniti                          | Ryan Dungey                          | Suzuki                               | MX1                                  | Italia                               | Franciacorta                           |
| 2009 | Stati Uniti                          | Jake Weimer                          | Kawasaki                             | MX2                                  | Italia                               | Franciacorta                           |
| 2009 | Stati Uniti                          | Ivan Tedesco                         | Honda                                | Open                                 | Italia                               | Franciacorta                           |
| 2008 | Stati Uniti                          | James Stewart Jr.                    | Kawasaki                             | MX1                                  | Regno Unito                          | Donington Park                         |
| 2008 | Stati Uniti                          | Ryan Villopoto                       | Kawasaki                             | MX2                                  | Regno Unito                          | Donington Park                         |
| 2008 | Stati Uniti                          | Tim Ferry                            | Kawasaki                             | Open                                 | Regno Unito                          | Donington Park                         |
| 2007 | Stati Uniti                          | Ricky Carmichael                     | Suzuki                               | MX1                                  | Stati Uniti                          | Budds Creek                            |
| 2007 | Stati Uniti                          | Ryan Villopoto                       | Kawasaki                             | MX2                                  | Stati Uniti                          | Budds Creek                            |
| 2007 | Stati Uniti                          | Tim Ferry                            | Kawasaki                             | Open                                 | Stati Uniti                          | Budds Creek                            |
| 2006 | Stati Uniti                          | James Stewart Jr.                    | Kawasaki                             | MX1                                  | Regno Unito                          | Matterley Basin                        |
| 2006 | Stati Uniti                          | Ryan Villopoto                       | Kawasaki                             | MX2                                  | Regno Unito                          | Matterley Basin                        |
| 2006 | Stati Uniti                          | Ivan Tedesco                         | Suzuki                               | Open                                 | Regno Unito                          | Matterley Basin                        |
| 2005 | Stati Uniti                          | Ricky Carmichael                     | Suzuki                               | MX1                                  | Francia                              | Ernée                                  |
| 2005 | Stati Uniti                          | Ivan Tedesco                         | Honda                                | MX2                                  | Francia                              | Ernée                                  |
| 2005 | Stati Uniti                          | Kevin Windham                        | Honda                                | Open                                 | Francia                              | Ernée                                  |
| 2004 | Belgio                               | Stefan Everts                        | Yamaha                               | MX1                                  | Paesi Bassi                          | Lierop                                 |
| 2004 | Belgio                               | Steve Ramon                          | KTM                                  | MX2                                  | Paesi Bassi                          | Lierop                                 |
| 2004 | Belgio                               | Kevin Strijbos                       | Suzuki                               | Open                                 | Paesi Bassi                          | Lierop                                 |
| 2003 | Belgio                               | Stefan Everts                        | Yamaha                               |                                      | Belgio                               | Zolder                                 |
| 2003 | Belgio                               | Joël Smets                           | KTM                                  |                                      | Belgio                               | Zolder                                 |
| 2003 | Belgio                               | Steve Ramon                          | KTM                                  |                                      | Belgio                               | Zolder                                 |
| 2002 | Italia                               | Andrea Bartolini                     | Yamaha                               |                                      | Spagna                               | Bellpuig                               |
| 2002 | Italia                               | Alessio Chiodi                       | Yamaha                               |                                      | Spagna                               | Bellpuig                               |
| 2002 | Italia                               | Alessandro Puzar                     | Husqvarna                            |                                      | Spagna                               | Bellpuig                               |
| 2001 | Francia                              | Yves Demaria                         | Yamaha                               | Open                                 | Belgio                               | Namur                                  |
| 2001 | Francia                              | David Vuillemin                      | Yamaha                               | 250                                  | Belgio                               | Namur                                  |
| 2001 | Francia                              | Luigi Seguy                          |                                      | 125                                  | Belgio                               | Namur                                  |
| 2000 | Stati Uniti                          | Ryan Hughes                          | Honda                                | Open                                 | Francia                              | Saint Jean d'Angely                    |
| 2000 | Stati Uniti                          | Ricky Carmichael                     | Kawasaki                             | 250                                  | Francia                              | Saint Jean d'Angely                    |
| 2000 | Stati Uniti                          | Travis Pastrana                      | Suzuki                               | 125                                  | Francia                              | Saint Jean d'Angely                    |
| 1999 | Italia                               | Andrea Bartolini                     | Yamaha                               | Open                                 | Brasile                              | Indaiatuba                             |
| 1999 | Italia                               | Claudio Federici                     | Yamaha                               | 250                                  | Brasile                              | Indaiatuba                             |
| 1999 | Italia                               | Alessio Chiodi                       | Husqvarna                            | 125                                  | Brasile                              | Indaiatuba                             |
| 1998 | Belgio                               | Marnicq Bervoets                     |                                      | Open                                 | Regno Unito                          | Foxhill                                |
| 1998 | Belgio                               | Stefan Everts                        | Honda                                | 250                                  | Regno Unito                          | Foxhill                                |
| 1998 | Belgio                               | Patrick Caps                         |                                      | 125                                  | Regno Unito                          | Foxhill                                |
| 1997 | Belgio                               | Stefan Everts                        | Honda                                | Open                                 | Belgio                               | Nîmes                                  |
| 1997 | Belgio                               | Joël Smets                           | Husaberg                             | 250                                  | Belgio                               | Nîmes                                  |
| 1997 | Belgio                               | Marnicq Bervoets                     | Suzuki                               | 125                                  | Belgio                               | Nîmes                                  |
| 1996 | Stati Uniti                          | Jeff Emig                            | Kawasaki                             | 500                                  | Spagna                               | Jerez de la Frontera                   |
| 1996 | Stati Uniti                          | Jeremy McGrath                       | Honda                                | 250                                  | Spagna                               | Jerez de la Frontera                   |
| 1996 | Stati Uniti                          | Steve Lamson                         | Honda                                | 125                                  | Spagna                               | Jerez de la Frontera                   |
| 1995 | Belgio                               | Joël Smets                           |                                      | 500                                  | Slovacchia                           | Sverepec                               |
| 1995 | Belgio                               | Marnicq Bervoets                     |                                      | 250                                  | Slovacchia                           | Sverepec                               |
| 1995 | Belgio                               | Stefan Everts                        | Kawasaki                             | 125                                  | Slovacchia                           | Sverepec                               |
| 1994 | Regno Unito                          | Kurt Nicoll                          | KTM                                  | 500                                  | Svizzera                             | Roggenburg                             |
| 1994 | Regno Unito                          | Rob Herring                          | Yamaha                               | 250                                  | Svizzera                             | Roggenburg                             |
| 1994 | Regno Unito                          | Paul Malin                           | Yamaha                               | 125                                  | Svizzera                             | Roggenburg                             |
| 1993 | Stati Uniti                          | Mike Kiedrowski                      | Kawasaki                             | 500                                  | Austria                              | Schwanenstadt                          |
| 1993 | Stati Uniti                          | Jeremy McGrath                       | Honda                                | 250                                  | Austria                              | Schwanenstadt                          |
| 1993 | Stati Uniti                          | Jeff Emig                            | Yamaha                               | 125                                  | Austria                              | Schwanenstadt                          |
| 1992 | Stati Uniti                          | Billy Liles                          | Kawasaki                             | 500                                  | Australia                            | Manjimup                               |
| 1992 | Stati Uniti                          | Mike La Rocco                        | Kawasaki                             | 250                                  | Australia                            | Manjimup                               |
| 1992 | Stati Uniti                          | Jeff Emig                            | Yamaha                               | 125                                  | Australia                            | Manjimup                               |
| 1991 | Stati Uniti                          | Jeff Stanton                         | Honda                                | 500                                  | Paesi Bassi                          | Valkenswaard                           |
| 1991 | Stati Uniti                          | Damon Bradshaw                       | Yamaha                               | 250                                  | Paesi Bassi                          | Valkenswaard                           |
| 1991 | Stati Uniti                          | Mike Kiedrowski                      | Kawasaki                             | 125                                  | Paesi Bassi                          | Valkenswaard                           |
| 1990 | Stati Uniti                          | Jeff Ward                            | Kawasaki                             | 500                                  | Svezia                               | Vimmerby                               |
| 1990 | Stati Uniti                          | Jeff Stanton                         | Honda                                | 250                                  | Svezia                               | Vimmerby                               |
| 1990 | Stati Uniti                          | Damon Bradshaw                       | Yamaha                               | 125                                  | Svezia                               | Vimmerby                               |
| 1989 | Stati Uniti                          | Jeff Ward                            | Kawasaki                             | 500                                  | Germania Ovest                       | Gaildorf                               |
| 1989 | Stati Uniti                          | Jeff Stanton                         | Honda                                | 250                                  | Germania Ovest                       | Gaildorf                               |
| 1989 | Stati Uniti                          | Mike Kiedrowski                      | Honda                                | 125                                  | Germania Ovest                       | Gaildorf                               |
| 1988 | Stati Uniti                          | Ron Lechien                          | Kawasaki                             | 500                                  | Francia                              | Villars Sous Ecot                      |
| 1988 | Stati Uniti                          | Rick Johnson                         | Honda                                | 250                                  | Francia                              | Villars Sous Ecot                      |
| 1988 | Stati Uniti                          | Jeff Ward                            | Kawasaki                             | 125                                  | Francia                              | Villars Sous Ecot                      |
| 1987 | Stati Uniti                          | Jeff Ward                            | Kawasaki                             | 500                                  | Stati Uniti d'America                | Unadilla                               |
| 1987 | Stati Uniti                          | Rick Johnson                         | Honda                                | 250                                  | Stati Uniti d'America                | Unadilla                               |
| 1987 | Stati Uniti                          | Bob Hannah                           | Suzuki                               | 125                                  | Stati Uniti d'America                | Unadilla                               |
| 1986 | Stati Uniti                          | David Bailey                         | Honda                                | 500                                  | Italia                               | Maggiora                               |
| 1986 | Stati Uniti                          | Rick Johnson                         | Honda                                | 250                                  | Italia                               | Maggiora                               |
| 1986 | Stati Uniti                          | Johnny O'Mara                        | Honda                                | 125                                  | Italia                               | Maggiora                               |
| 1985 | Stati Uniti                          | David Bailey                         | Honda                                | 500                                  | Germania Ovest                       | Gaildorf                               |
| 1985 | Stati Uniti                          | Jeff Ward                            | Kawasaki                             | 250                                  | Germania Ovest                       | Gaildorf                               |
| 1985 | Stati Uniti                          | Ron Lechien                          | Honda                                | 125                                  | Germania Ovest                       | Gaildorf                               |
| 1984 | Stati Uniti                          | David Bailey                         |                                      |                                      | Finlandia                            | Vantaa                                 |
| 1984 | Stati Uniti                          | Johnny O'Mara                        |                                      |                                      | Finlandia                            | Vantaa                                 |
| 1984 | Stati Uniti                          | Jeff Ward                            | Kawasaki                             |                                      | Finlandia                            | Vantaa                                 |
| 1984 | Stati Uniti                          | Rick Johnson                         |                                      |                                      | Finlandia                            | Vantaa                                 |
| 1983 | Stati Uniti                          | Broc Glover                          | Yamaha                               |                                      | Belgio                               | Angreu                                 |
| 1983 | Stati Uniti                          | Mark Barnett                         | Suzuki                               |                                      | Belgio                               | Angreu                                 |
| 1983 | Stati Uniti                          | Jeff Ward                            | Kawasaki                             |                                      | Belgio                               | Angreu                                 |
| 1983 | Stati Uniti                          | David Bailey                         | Honda                                |                                      | Belgio                               | Angreu                                 |
| 1982 | Stati Uniti                          | David Bailey                         | Honda                                |                                      | Svizzera                             | Wohlen                                 |
| 1982 | Stati Uniti                          | Johnny O'Mara                        | Honda                                |                                      | Svizzera                             | Wohlen                                 |
| 1982 | Stati Uniti                          | Danny Chandler                       | Honda                                |                                      | Svizzera                             | Wohlen                                 |
| 1982 | Stati Uniti                          | Gibson                               |                                      |                                      | Svizzera                             | Wohlen                                 |
| 1981 | Stati Uniti                          | Danny La Porte                       |                                      |                                      | Germania Ovest                       | Beilstein                              |
| 1981 | Stati Uniti                          | Chuck Sun                            |                                      |                                      | Germania Ovest                       | Beilstein                              |
| 1981 | Stati Uniti                          | Johnny O'Mara                        |                                      |                                      | Germania Ovest                       | Beilstein                              |
| 1981 | Stati Uniti                          | Donnie Hansen                        |                                      |                                      | Germania Ovest                       | Beilstein                              |
| 1980 | Belgio                               | André Malherbe                       | Honda                                |                                      | Regno Unito                          | Farleigh Hungerford                    |
| 1980 | Belgio                               | André Vromans                        |                                      |                                      | Regno Unito                          | Farleigh Hungerford                    |
| 1980 | Belgio                               | Georges Jobé                         |                                      |                                      | Regno Unito                          | Farleigh Hungerford                    |
| 1980 | Belgio                               | Ivan Van Den Broeck                  |                                      |                                      | Regno Unito                          | Farleigh Hungerford                    |
| 1979 | Belgio                               | Harry Everts                         | Suzuki                               | 500                                  | Finlandia                            | Helsinki                               |
| 1979 | Belgio                               | Roger De Coster                      | Suzuki                               | 500                                  | Finlandia                            | Helsinki                               |
| 1979 | Belgio                               | André Malherbe                       | Honda                                | 500                                  | Finlandia                            | Helsinki                               |
| 1978 | Unione Sovietica                     | Guennady Moiissev                    |                                      |                                      | Germania Ovest                       | Gaildorf                               |
| 1978 | Unione Sovietica                     | Anatoli Kavinov                      |                                      |                                      | Germania Ovest                       | Gaildorf                               |
| 1978 | Unione Sovietica                     | Valeriy Korneev                      |                                      |                                      | Germania Ovest                       | Gaildorf                               |
| 1978 | Unione Sovietica                     | Yuri Khudiakov                       |                                      |                                      | Germania Ovest                       | Gaildorf                               |
| 1977 | Belgio                               | André Malherbe                       |                                      |                                      | Francia                              | Cognac                                 |
| 1977 | Belgio                               | Jack Van Velthoven                   |                                      |                                      | Francia                              | Cognac                                 |
| 1977 | Belgio                               | Roger De Coster                      |                                      |                                      | Francia                              | Cognac                                 |
| 1977 | Belgio                               | Jean-Paul Mingels                    |                                      |                                      | Francia                              | Cognac                                 |
| 1976 | Belgio                               | Roger De Coster                      |                                      |                                      | Paesi Bassi                          | Sint Anthonis                          |
| 1976 | Belgio                               | Harry Everts                         |                                      |                                      | Paesi Bassi                          | Sint Anthonis                          |
| 1976 | Belgio                               | Gaston Rahier                        |                                      |                                      | Paesi Bassi                          | Sint Anthonis                          |
| 1976 | Belgio                               | Jack Van Velthoven                   |                                      |                                      | Paesi Bassi                          | Sint Anthonis                          |
| 1975 | Cecoslovacchia                       | Antonin Baborowsky                   |                                      |                                      | Cecoslovacchia                       | Sedlčany                               |
| 1975 | Cecoslovacchia                       | Zdenek Velky                         |                                      |                                      | Cecoslovacchia                       | Sedlčany                               |
| 1975 | Cecoslovacchia                       | Jiri Churavy                         |                                      |                                      | Cecoslovacchia                       | Sedlčany                               |
| 1975 | Cecoslovacchia                       | Antonin Novacek                      |                                      |                                      | Cecoslovacchia                       | Sedlčany                               |
| 1974 | Svezia                               | Bengt Aberg                          |                                      |                                      | Svezia                               | Huskvarna                              |
| 1974 | Svezia                               | Andersson                            |                                      |                                      | Svezia                               | Huskvarna                              |
| 1974 | Svezia                               | Kring                                |                                      |                                      | Svezia                               | Huskvarna                              |
| 1974 | Svezia                               | Jonsson                              |                                      |                                      | Svezia                               | Huskvarna                              |
| 1973 | Belgio                               | Roger De Coster                      |                                      |                                      | Svizzera                             | Wohlen                                 |
| 1973 | Belgio                               | Van Velthoven                        |                                      |                                      | Svizzera                             | Wohlen                                 |
| 1973 | Belgio                               | Geboers                              |                                      |                                      | Svizzera                             | Wohlen                                 |
| 1972 | Belgio                               | Roger De Coster                      |                                      |                                      | Paesi Bassi                          | Norg                                   |
| 1972 | Belgio                               | Van Velthoven                        |                                      |                                      | Paesi Bassi                          | Norg                                   |
| 1972 | Belgio                               | Van den Vorst                        |                                      |                                      | Paesi Bassi                          | Norg                                   |
| 1971 | Svezia                               | Jonsson                              |                                      |                                      | Francia                              | Vannes                                 |
| 1971 | Svezia                               | Pettersson                           |                                      |                                      | Francia                              | Vannes                                 |
| 1971 | Svezia                               | Hammargren                           |                                      |                                      | Francia                              | Vannes                                 |
| 1971 | Svezia                               | Bengt Aberg                          |                                      |                                      | Francia                              | Vannes                                 |
| 1970 | Svezia                               | Bengt Aberg                          |                                      |                                      | Italia                               | Maggiora                               |
| 1970 | Svezia                               | Christer Hammargren                  |                                      |                                      | Italia                               | Maggiora                               |
| 1970 | Svezia                               | Åke Jönsson                          |                                      |                                      | Italia                               | Maggiora                               |
| 1970 | Svezia                               | Arne Kring                           |                                      |                                      | Italia                               | Maggiora                               |
| 1969 | Belgio                               | Roger De Coster                      |                                      |                                      | Regno Unito                          | Farleigh Castle                        |
| 1969 | Belgio                               | Joël Robert                          |                                      |                                      | Regno Unito                          | Farleigh Castle                        |
| 1969 | Belgio                               | Sylvain Geboers                      |                                      |                                      | Regno Unito                          | Farleigh Castle                        |
| 1969 | Belgio                               | Jef Teuwissen                        |                                      |                                      | Regno Unito                          | Farleigh Castle                        |
| 1968 | Unione Sovietica                     | Leonid Shinkarenko                   |                                      |                                      | Unione Sovietica                     | Chișinău                               |
| 1968 | Unione Sovietica                     | Evgeny Petushkov                     |                                      |                                      | Unione Sovietica                     | Chișinău                               |
| 1968 | Unione Sovietica                     | Vladimir Pogrebniak                  |                                      |                                      | Unione Sovietica                     | Chișinău                               |
| 1968 | Unione Sovietica                     | Arnie Angers                         |                                      |                                      | Unione Sovietica                     | Chișinău                               |
| 1967 | Regno Unito                          | Dave Bickers                         |                                      |                                      | Paesi Bassi                          | Markelo                                |
| 1967 | Regno Unito                          | Jeff Smith                           |                                      |                                      | Paesi Bassi                          | Markelo                                |
| 1967 | Regno Unito                          | Victor Eastwood                      |                                      |                                      | Paesi Bassi                          | Markelo                                |
| 1966 | Regno Unito                          |                                      |                                      |                                      | Francia                              | Remalard                               |
| 1966 | Regno Unito                          |                                      |                                      |                                      | Francia                              | Remalard                               |
| 1966 | Regno Unito                          |                                      |                                      |                                      | Francia                              | Remalard                               |
| 1965 | Regno Unito                          |                                      |                                      |                                      | Belgio                               | Namur                                  |
| 1965 | Regno Unito                          |                                      |                                      |                                      | Belgio                               | Namur                                  |
| 1965 | Regno Unito                          |                                      |                                      |                                      | Belgio                               | Namur                                  |
| 1964 | Regno Unito                          |                                      |                                      |                                      | Regno Unito                          | Hawkstone Park                         |
| 1964 | Regno Unito                          |                                      |                                      |                                      | Regno Unito                          | Hawkstone Park                         |
| 1964 | Regno Unito                          |                                      |                                      |                                      | Regno Unito                          | Hawkstone Park                         |
| 1963 | Regno Unito                          |                                      |                                      |                                      | Svezia                               | Knutstorp                              |
| 1963 | Regno Unito                          |                                      |                                      |                                      | Svezia                               | Knutstorp                              |
| 1963 | Regno Unito                          |                                      |                                      |                                      | Svezia                               | Knutstorp                              |
| 1962 | Svezia                               | Lundell                              |                                      |                                      | Svizzera                             | Wohlen                                 |
| 1962 | Svezia                               | Rolf Tibblin                         |                                      |                                      | Svizzera                             | Wohlen                                 |
| 1962 | Svezia                               | Johansson                            |                                      |                                      | Svizzera                             | Wohlen                                 |
| 1961 | Svezia                               | Bill Nilsson                         |                                      |                                      | Paesi Bassi                          | Schijndel                              |
| 1961 | Svezia                               | Sten Lundin                          |                                      |                                      | Paesi Bassi                          | Schijndel                              |
| 1961 | Svezia                               | Rolf Tibblin                         |                                      |                                      | Paesi Bassi                          | Schijndel                              |
| 1960 | Regno Unito                          | Rickman                              |                                      |                                      | Francia                              | Cassel                                 |
| 1960 | Regno Unito                          | Curtis                               |                                      |                                      | Francia                              | Cassel                                 |
| 1960 | Regno Unito                          | Smith                                |                                      |                                      | Francia                              | Cassel                                 |
| 1959 | Regno Unito                          | Rickman                              |                                      |                                      | Belgio                               | Namur                                  |
| 1959 | Regno Unito                          | Smith                                |                                      |                                      | Belgio                               | Namur                                  |
| 1959 | Regno Unito                          | Draper                               |                                      |                                      | Belgio                               | Namur                                  |
| 1958 | Svezia                               | Bill Nilsson                         |                                      |                                      | Svezia                               | Knutstorp                              |
| 1958 | Svezia                               | Gustafsson                           |                                      |                                      | Svezia                               | Knutstorp                              |
| 1958 | Svezia                               | Lundell                              |                                      |                                      | Svezia                               | Knutstorp                              |
| 1957 | Regno Unito                          |                                      |                                      |                                      | Regno Unito                          | Brands Hatch                           |
| 1957 | Regno Unito                          |                                      |                                      |                                      | Regno Unito                          | Brands Hatch                           |
| 1957 | Regno Unito                          |                                      |                                      |                                      | Regno Unito                          | Brands Hatch                           |
| 1956 | Regno Unito                          | Smith                                |                                      |                                      | Belgio                               | Namur                                  |
| 1956 | Regno Unito                          | Ward                                 |                                      |                                      | Belgio                               | Namur                                  |
| 1956 | Regno Unito                          | Draper                               |                                      |                                      | Belgio                               | Namur                                  |
| 1955 | Svezia                               | Bill Nilsson                         |                                      |                                      | Danimarca                            | Renders                                |
| 1955 | Svezia                               | Sten Lundin                          |                                      |                                      | Danimarca                            | Renders                                |
| 1955 | Svezia                               | Gustafsson                           |                                      |                                      | Danimarca                            | Renders                                |
| 1954 | Regno Unito                          | Ward                                 |                                      |                                      | Paesi Bassi                          | Norg                                   |
| 1954 | Regno Unito                          | Stonebridge                          |                                      |                                      | Paesi Bassi                          | Norg                                   |
| 1954 | Regno Unito                          | Curtis                               |                                      |                                      | Paesi Bassi                          | Norg                                   |
| 1953 | Regno Unito                          |                                      |                                      |                                      | Svezia                               | Skillingaryd                           |
| 1953 | Regno Unito                          |                                      |                                      |                                      | Svezia                               | Skillingaryd                           |
| 1953 | Regno Unito                          |                                      |                                      |                                      | Svezia                               | Skillingaryd                           |
| 1952 | Regno Unito                          |                                      |                                      |                                      | Regno Unito                          | Brands Hatch                           |
| 1952 | Regno Unito                          |                                      |                                      |                                      | Regno Unito                          | Brands Hatch                           |
| 1952 | Regno Unito                          |                                      |                                      |                                      | Regno Unito                          | Brands Hatch                           |
| 1951 | Belgio                               | Leloup                               |                                      |                                      | Belgio                               | Namur                                  |
| 1951 | Belgio                               | Jansen                               |                                      |                                      | Belgio                               | Namur                                  |
| 1951 | Belgio                               | Meunier                              |                                      |                                      | Belgio                               | Namur                                  |
| 1950 | Regno Unito                          | Draper                               |                                      |                                      | Svezia                               | Skillingaryd                           |
| 1950 | Regno Unito                          | Hall                                 |                                      |                                      | Svezia                               | Skillingaryd                           |
| 1950 | Regno Unito                          | Lines                                |                                      |                                      | Svezia                               | Skillingaryd                           |
| 1949 | Regno Unito                          |                                      |                                      |                                      | Regno Unito                          | Brands Hatch                           |
| 1949 | Regno Unito                          |                                      |                                      |                                      | Regno Unito                          | Brands Hatch                           |
| 1949 | Regno Unito                          |                                      |                                      |                                      | Regno Unito                          | Brands Hatch                           |
| 1948 | Belgio                               | Nic Jansen                           |                                      |                                      | Belgio                               | Spa                                    |
| 1948 | Belgio                               | Marcel Cox                           |                                      |                                      | Belgio                               | Spa                                    |
| 1948 | Belgio                               | André Milhoux                        |                                      |                                      | Belgio                               | Spa                                    |
| 1947 | Regno Unito                          | Bill Nichilson                       | BSA                                  |                                      | Paesi Bassi                          | Wassenaar                              |
| 1947 | Regno Unito                          | Fred Rist                            | BSA                                  |                                      | Paesi Bassi                          | Wassenaar                              |
| 1947 | Regno Unito                          | Bob Ray                              | Ariel                                |                                      | Paesi Bassi                          | Wassenaar                              |
| Anno | Nazione vincente                     | Piloti                               | Moto                                 | Classe                               | Nazione ospitante                    | Località/circuito                      |

## Classifica
| Num | Nazione          | Edizioni |
| --- | ---------------- | --- |
| 23  | Stati Uniti      | 1981, 1982, 1983, 1984, 1985, 1986, 1987, 1988, 1989, 1990, 1991, 1992, 1993, 1996, 2000, 2005, 2006, 2007, 2008, 2009, 2010, 2011, 2022 |
| 16  | Regno Unito      | 1947, 1949, 1950, 1952, 1953, 1954, 1956, 1957, 1959, 1960, 1963, 1964, 1965, 1966, 1967, 1994                                           |
| 15  | Belgio           | 1948, 1951, 1969, 1972, 1973, 1976, 1977, 1979, 1980, 1995, 1997, 1998, 2003, 2004, 2013                                                 |
| 7   | Svezia           | 1955, 1958, 1961, 1962, 1970, 1971, 1974                                                                                                 |
| 7   | Francia          | 2001, 2014, 2015, 2016, 2017, 2018, 2023                                                                                                 |
| 3   | Italia           | 1999, 2002, 2021 |
| 2   | Unione Sovietica | 1968, 1978 |
| 1   | Cecoslovacchia   | 1975 |
| 1   | Germania         | 2012 |
| 1   | Paesi Bassi      | 2019 |
| 1   | Australia        | 2024 |